# Ламрани, Мохаммед Карим
Мохаммед Карим Ламрани (араб. محمد كريم العمراني‎; 1 мая 1919, Фес — 20 сентября 2018, Касабланка) — марокканский политик, трижды премьер-министр Марокко в конце XX века.

## Биография
Мохаммед Карим Ламрани родился 1 мая 1919 года в городе Фес.
Окончил колледж в Фесе, получив квалификацию экономиста.
С 1941 года занимался вопросами сельского хозяйства, торговли и промышленности. После достижения страной независимости в 1956 году занял пост генерального секретаря Объединения производителей оливкового масла севера Марокко. В 1960—1967 годах был председателем Кредитного банка Марокко, в 1967—1971 годах занимал пост генерального директора Государственного управления по добыче фосфоритов. В июле 1971 года, после попытки военного переворота, Ламрани был назначен министром финансов и генеральным директором Управления по исследованию и изучению участия государства в горнорудной промышленности.
При короле Хасане II Ламрани неоднократно занимал пост главы правительства. Впервые он был назначен на этот пост в августе 1971 года и возглавлял правительство до ноября 1972 года. В конце 1983 года он во второй раз занял премьерское место. 30 сентября 1986 года уступил пост Азеддину Лараки. 11 августа 1992 года Мохаммед Карим Ламрани сменил Азеддина Лараки в должности премьер-министра, которую занимал в последний раз до 25 мая 1994 года.
Ламрани скончался на сотом году жизни 20 сентября 2018 года в Касабланке.